# Flyttfågel

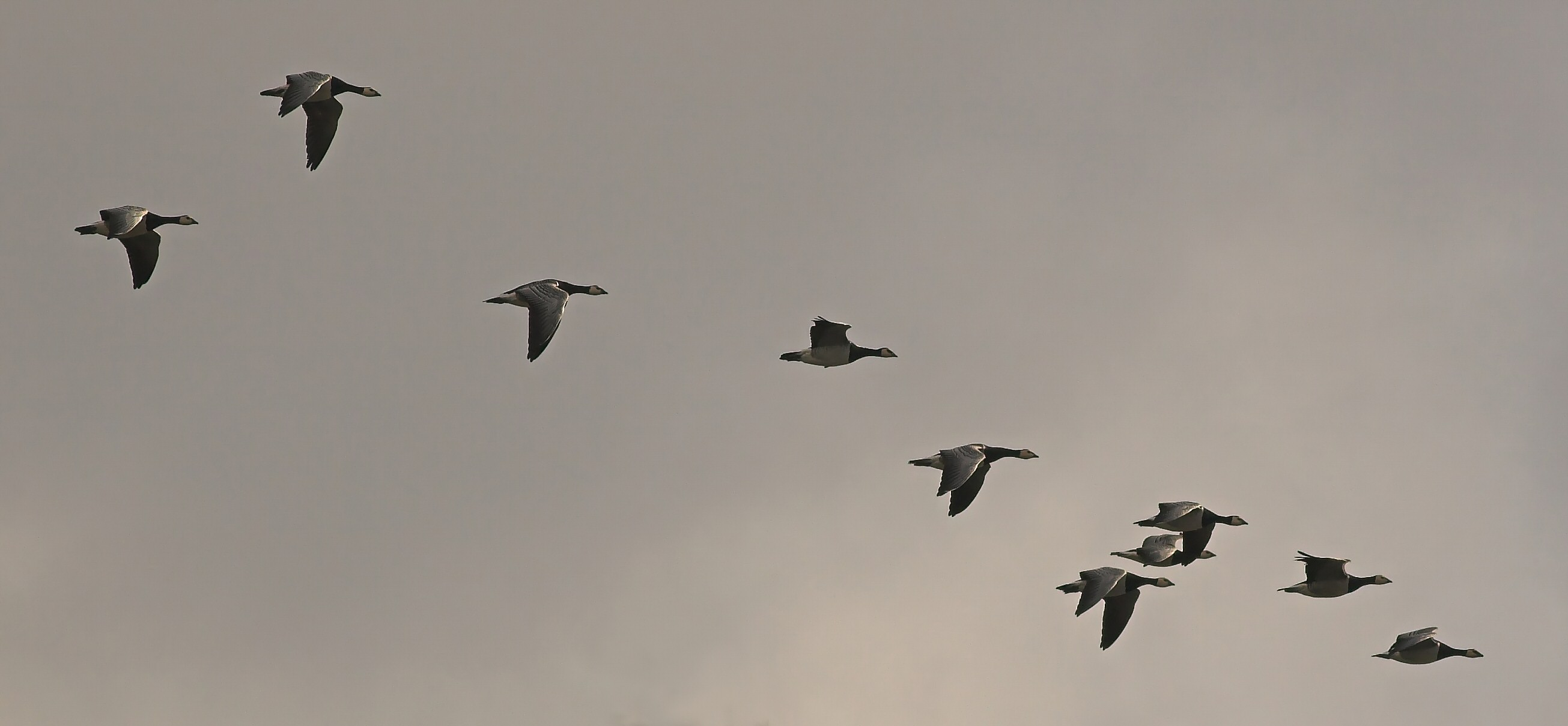
Vitkindade gäss på höstflytten söderut fotograferade i Finland.

Flyttfågel kallas en fågelart som företar årsvisa förflyttningar, så kallad migration, mellan olika uppehållsområden. En art som däremot inte flyttar kallas stannfågel. En majoritet av världens alla fågelarter är flyttfåglar. De arter som varken beter sig som typiska flyttfåglar eller stannfåglar kallas partiella flyttfåglar.

## Begreppets innebörd

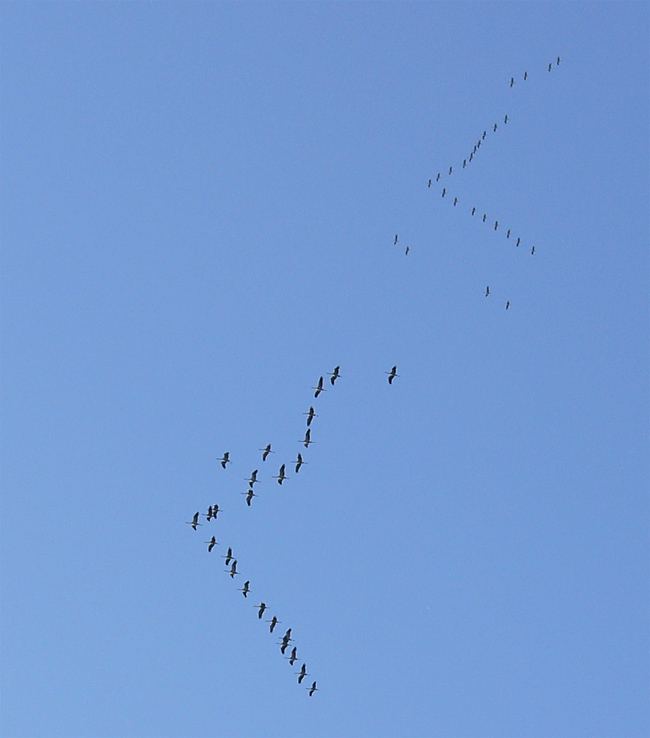
Två flockar med tranor (Grus grus) i typisk plogformation, fotograferade utanför Marburg i Tyskland.

Idag utgår begreppet flyttfågel från fågelpopulationernas regelbundna förflyttningar. En population som inte stannar kvar i området kring sin häckningplats är flyttfåglar. Detta innebär att en population som häckar i norra Sverige men övervintrar i södra Sverige består av flyttfåglar. Tidigare hade man ett mer nationellt eller regionalt perspektiv vilket innebar att om en art återfanns inom samma geografiska område året om kallades den för stannfågel. Genom bland annat ringmärkning har det påvisats att många regioners fågelpopulationer byts ut under olika årstider. Exempelvis flyttar många av de i Sverige häckande kajorna (som tidigare definierades som stannfågel) till Nordeuropa medan östligare häckande kajor övervintrar i Sverige. Många arter som tidigare kategoriserades som stannfåglar är partiella flyttfåglar.
Det förekommer också andra begrepp. Begreppet kortflyttare avser, ur ett västpalearktiskt perspektiv, arter som i allmänhet lämnar sitt häckningsrevir men som övervintrar inom Västpalearktis. De arter som flyttar till tropiska Afrika, söder om Sahara eller i södra Asien kallas tropikflyttare. På samma sätt talar man om kortflyttare respektive tropikflyttare i Nearktis men där de senare flyttar till tropikerna i Sydamerika. Kortflyttare används ibland också som synonym för partiella flyttfåglar.

## Flyttmekanismer och beteenden
De vanligaste är att fåglarnas förflyttningar går från norr till söder och tillbaka igen. Men i torra trakter pågår liknande regelbundet återkommande flyttningar mellan torrperioder och regnperioder. Vissa arter som häckar kring berg har till och med regelbundna flyttningar i höjdled. Men majoriteten av flyttfåglarna anländer från söder på våren för att uppsöka sina häckningsplatser i norr. Efter avslutad häckning söker de sig sedan tillbaka söderut för att på hösten anlända till sina vinterkvarter. Ju större skillnader ett områdes klimat har mellan olika årstider, desto större är andelen flyttande fåglar i området. Andelen flyttfåglar i medelhavsregionen är alltså mindre än i Skandinavien, och andelen i tropikerna är ännu mindre.

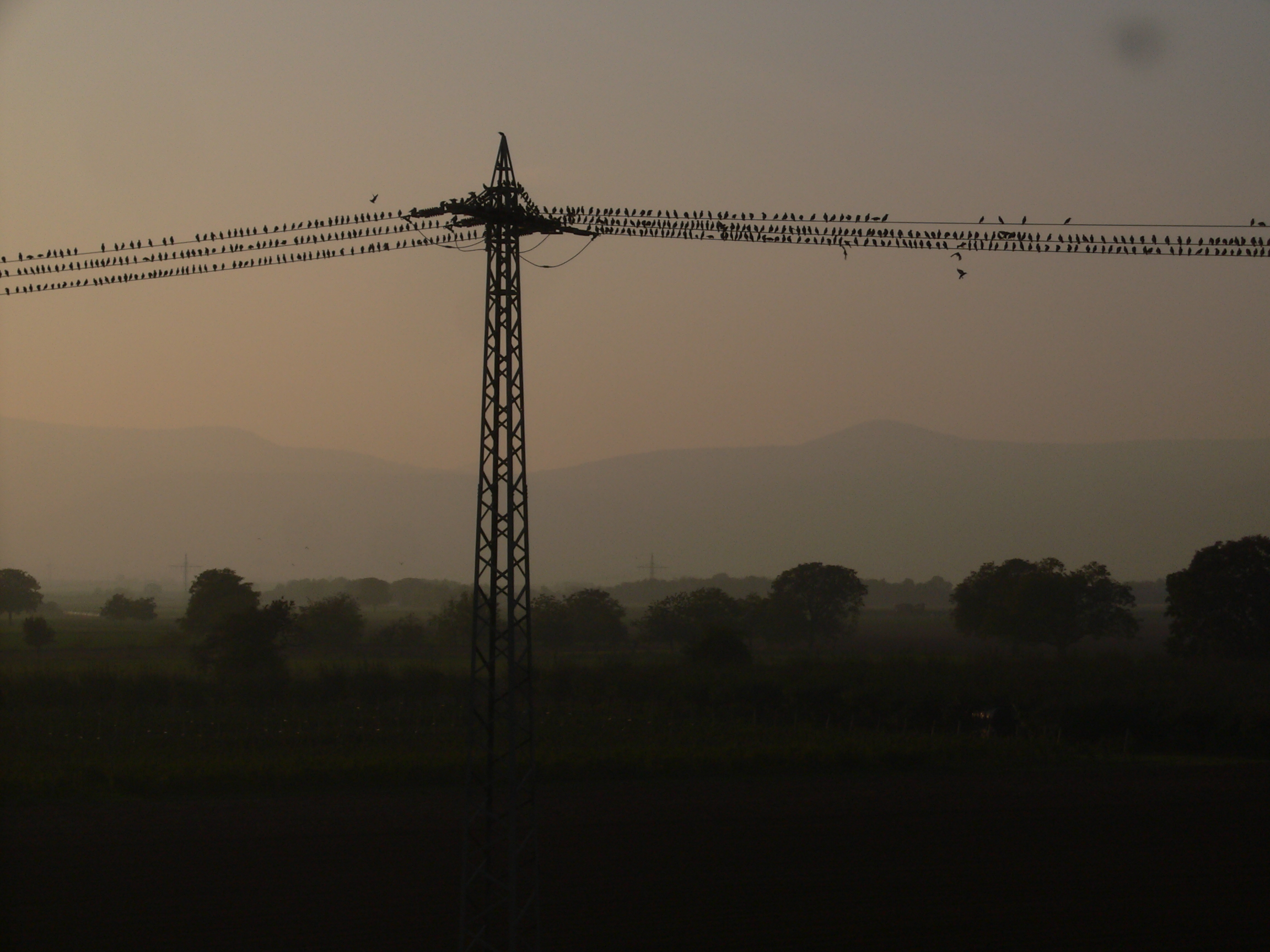
Fåglar som samlas i flockar inför höstflytten

Det är olika mekanismer eller en kombination av mekanismer som "sätter igång" flyttbeteendet hos fåglar. Vissa arter flyttar alltid kring ett visst datum, medan andra påbörjar sin flytt beroende av klimatförändringen i området. Flyttbeteendet påverkas bland annat av genetiska betingelser som styrs hormonellt. Förändringen i antal soltimmar per dygn är en mekanism som påverkar fåglarna att flytta, såväl som den minskade tillgången på föda. Man har dokumenterat att många mindre flyttfåglar blir allt mer nattaktiva på sensommaren, veckorna innan flyttningen. Det finns också dokumenterat att många arter uppvisar så kallad flyttningsoro vilket infaller under perioden innan flyttningen sker. Flyttningsoron yttrar sig som ett rastlöst hoppande beteende där hoppen är riktade mot artens naturliga flyttningsriktning. De flesta mindre fåglar genomför sina flyttningar på natten och vilar på dagen. Exempel på datumflyttande fåglar, som alltså främst styrs av solljus, är sädesärlan. Exempel på arter som är mer opportuna och anländer så fort is och snö börjar ge med sig är sånglärka, stare och tofsvipa. 
Under flyttningen samlas fåglarna ofta i stora flockar, framför allt där de ska ge sig ut på en sträcka över öppet vatten - Ölands södra udde och Falsterbo är sådana platser i Sverige, Gibraltar och Malta är liknande platser vid Medelhavet. Även rovfåglar som falkar och hökar uppträder där i stort antal.
Vissa arter flyger i formation under flyttningen, till exempel plogformation (fylking) bland annat gäss och svanar. Ett vanligt missförstånd är att en sådan plog med exempelvis gäss har en ledargås längst fram, men så är det inte. Fåglarna byter ofta plats med varandra inom formationen. 
Stora och därmed tunga fåglar som rovfåglar, tranor och gäss behöver solljus och termikvindar vid sin flyttning. Att glidflyga på uppåtvindar är oerhört energibesparande. Rent aerodynamiskt är ett sådant flygsätt betydligt svårare för små fåglar med små vingar. Tunga fåglar kan dessutom på grund av sin storlek lagra upp större energireserver och kan därför med mindre risk för att göra slut på dessa flytta över större vattenytor såsom hav och öknar med ingen eller ringa tillgång på föda.
Unga fåglar av flocklevande arter måste lära sig flyttvägarna visuellt av äldre fåglar. Exempelvis bland de stora rastande ansamlingarna av tranor vid Hornborgasjön och gäss vid Tåkern vår och höst finns både gamla och unga individer.
En del flyttfåglar kan flyga minst en vecka i sträck utan att landa.

## Nordatlantiska oscillationen
Den nordatlantiska oscillationen är ett atmosfäriskt fenomen som påverkar vädret i Västeuropa. När det atmosfäriska tryckskillnaderna över Nordatlanten är stora blir våren varmare. Detta tidigarelägger den nordliga flytten till häckningsplatserna för fågelarter som främst övervintrar i västra och centrala Europa. Sedan 1980-talet har det skett en generell ökning av positiv nordatlantisk oscillation vilket lett till tidigare vårar och tidigare vårflyttar för kortflyttande fåglar.

## Tropikflyttare
De allra flesta av de insektsätande arterna flyttar till tropikerna, ur ett västpalearktisk perspektiv innebär detta söder om Sahara, i Nearktis innebär det tropikerna i Sydamerika, och dessa fåglar kallas därför för tropikflyttare. Exempel är merparten av alla sångare men även bivråken. Tropikflyttare som häckar i Sverige anländer senare på våren än fåglar som övervintrar i exempelvis södra Europa eftersom deras förflyttningar tar så mycket längre tid.

## Mellansträck
Vissa arter nyttjar sig av så kallat mellansträck (eller mellanflyttning) vilket innebär att de genomför en första delsträcka på flyttningen mot vinterkvarteren som avbryts av ruggning. Ofta besätts de sydligare häckningsområdena av nordligare häckningspopulationer så att det för den oinvigde kan verka som om dessa fåglar inte alls har flyttat. Ett exempel på detta är staren där hela populationen i södra Skandinavien flyttar till Danmark och Tyskland redan i juli, strax efter midsommar. Men redan i juni har främst ungfåglar från nordligare och östligare populationer börjat anlända till södra Skandinavien på sin delsträckning för att stanna och rugga till första vinterdräkt. Detta innebär att trots att södra Sveriges hela häckningspopulation redan lämnat landet i juli, så finns det starar som först flyttar från södra Sverige i oktober.

## Fysionomi

### Energiförbrukning

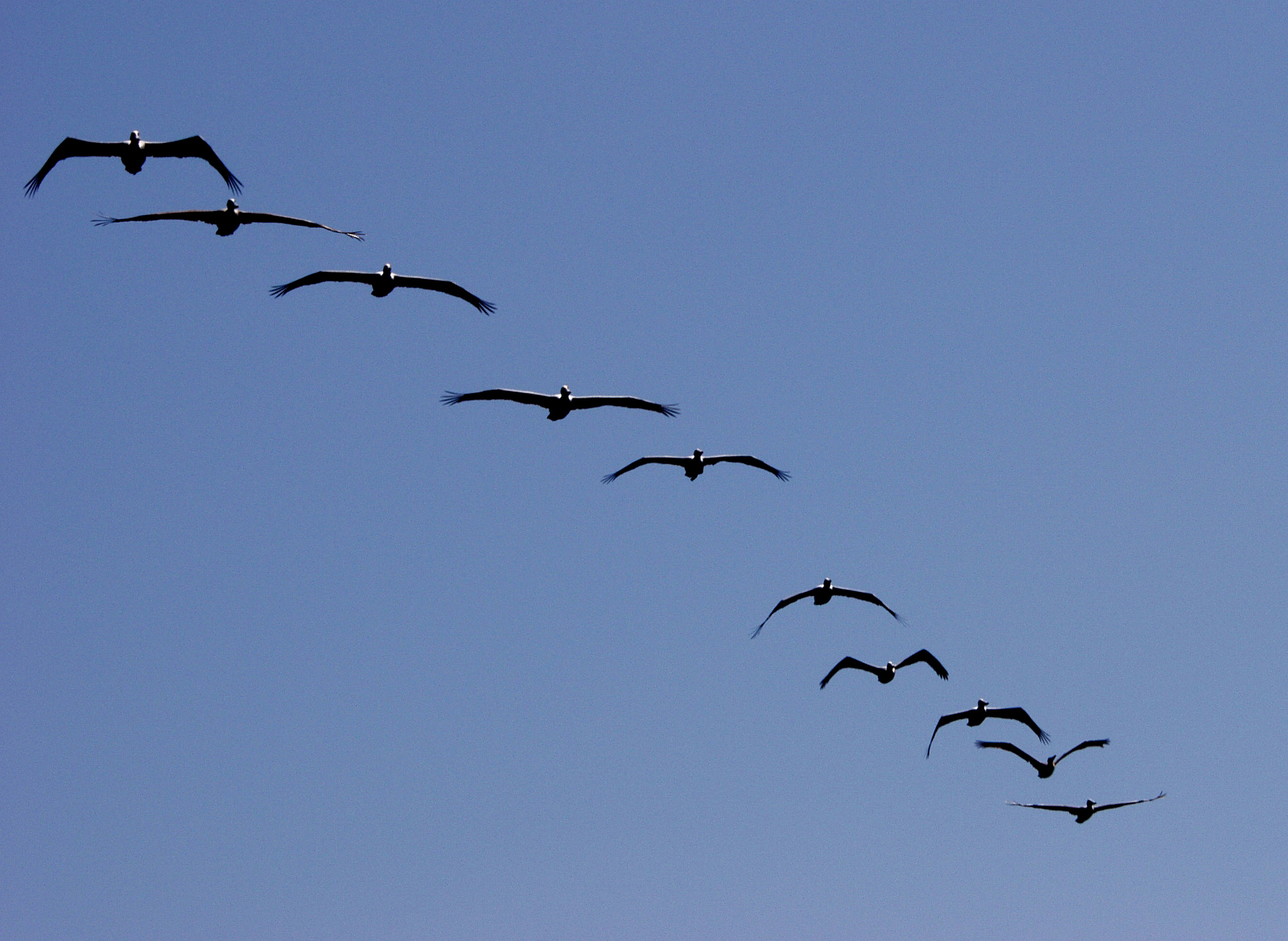
Fotografi från Mexiko av formationsflygande brun pelikan (Pelecanus occidentalis).

För de långa flyttningarna går det åt stora mängder energi. Exempelvis går starens hjärtfrekvens upp från 300 slag i minuten vid stillasittande till 700 slag i minuten när den flyger i 40 km/h. Innan flyttningen äter fåglarna upp sig och skapar ett överskott av fett. Under själva flytten förekommer det ekologiska barriärer som exempelvis hav, bergsmassiv eller öknar. Exempelvis genomför merparten av småfåglarna som flyttar till tropikerna passagen över Sahara under en nonstopflygning på cirka tre dygn. Andra flyger bara på natten och vilar på dagen men till stora delar genomförs denna passage utan att fåglarna vare sig äter eller dricker. Undersökningar har visat att fåglarna inte bara lever av sin fettreserv utan att deras organ minskar under flytten. Det vill säga att fåglarna nyttjar bunden energi från exempelvis muskler, magen, levern och andra inre organ för att utvinna energi. På så sätt får fågeln både energi och en lägre massa vilket underlättar flygningen.
Under flyttningen lever fågeln på metaboliskt vatten, det vill säga vatten som frigörs som en biprodukt från cellerna när lagrat fett förbränns. Den största vätskeförlusten under flygningen sker genom andningen, medan fågeln förlorar mycket lite vätska genom spillning.

### Orienteringsförmåga
Fåglars orienteringsförmåga är genetiskt betingad. Exakt hur fåglarna orienterar sig under sin långa flyttning är ännu inte helt klarlagt, men man vet att fåglar använder sig av flera metoder som jordens magnetfält, stjärnbilder, solen och månen, polariserat ljus och visuellt minne av geografiska kännemärken som exempelvis kustlinjer. Ett flertal stora fåglar som svanar och gäss måste "läras upp" av sina föräldrar för att hitta rätt flyttrutt mellan vinterkvarteret och häckningsplatsen.

#### Jordens magnetfält

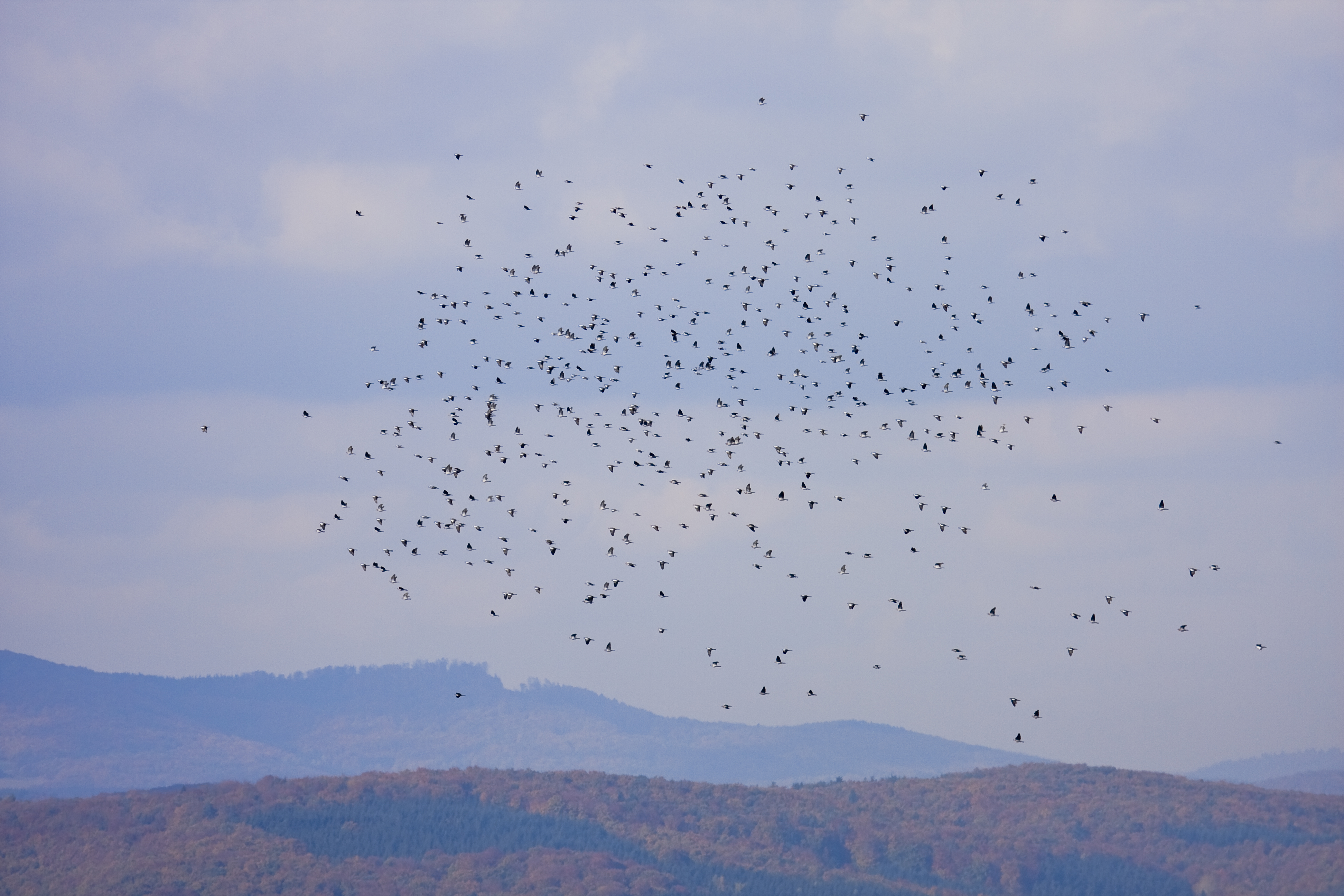
Ringduvor i en för arten typisk flyttformation.

Flyttfåglar använder sig av jordens magnetfält för att navigera. Enligt vissa studier har fåglarna förmågan att lära sig hur magnetfältet "upplevs" vid det tillfälle och på den plats där fågeln kläcks, och att detta fenomen är en av orsakerna till att de kan hitta tillbaka till samma område. Själva förmågan finns genetiskt inlagrad hos arten, men hur magnetfältet "upplevs" registreras och lagras hos varje nyfödd individ. Studierna visar också att det inte, som vid vanlig kompassnavigering är magnetfältets longitudinella riktning som är det avgörande för fåglarna utan den så kallade inklinationen, det vill säga magnetfältets lutning in mot jordytan. Jordens magnetfält leder fåglarna till den region där de skall häcka på sommaren respektive övervintra på vintern. Denna förmåga är dock inte statiskt inprogrammerad hos varje art, eftersom jordens magnetfält ständigt fluktuerar. Under jordens historia har magnetfält till och med ändrat poler ett otal gånger.

#### Polariserat ljus
Fåglar utnyttjar polariserat ljus för att navigera. Med förmåga att se polariserat ljus omvandlas dagsljuset från solen, men även månen, till något som kan liknas vid en kompassliknande funktion. När ljuset bryts i jordens atmosfär kastas det vidare i olika riktningar och för den som kan se polariseringen ter sig ljuset olika på olika delar av himlen och skapar på så sätt ett mönster som går att följa. Detta mönster är synligt även om ljuskällan är dold av moln, vegetation eller ett berg etc.

#### Visuellt minne
I närområdet av häckningsplatsen eller övervintringsområdet använder sig fåglarna av sitt visuella minne av geografiska kännetecken som kustlinjer och dylikt.

## Flygrutter
De större fåglarna, som storkar, rovfåglar och gäss, utnyttjar uppåtvindar som de ligger med utbredda vingar och svävar på i stora skruvar. Dessa uppåtvindar genereras bara över inlandet och därför minimerar de flygning över öppet hav. Resultatet blir att större fåglar som häckar i Europa på väg från och till Afrika antingen tar en västlig eller en östlig rutt runt Medelhavet, trots att sträckan blir längre. Småfåglar däremot kan inte sväva på samma sätt utan flyger en rakare väg över öppet hav och genom att flyga högre eller lägre uppsöker de den altitud där det förekommer medvind.

## Flyttfåglar i Sverige
Man uppskattar att cirka 90 procent av Sveriges fågelpopulation flyttar till mildare klimatzoner utanför Sverige. Det innebär att cirka 450 miljoner fåglar lämnar Sverige varje år. En del arter flyttar bara till södra delarna av Sverige och det kan till och med vara så att en art som häckar i södra Sverige flyttar till Mellaneuropa medan samma art som häckar i norra Sverige övervintrar i södra Sverige. 

### Fenologisktschema för fåglar i Sverige i urval
Några av de första fåglarna som återvänder till Sverige är sånglärka, sångsvan, tofsvipa, bofink, ringduva, skogsduva och stare. Även ett antal vadare som exempelvis skogssnäppa, större strandpipare, rödbena och strandskata är tidiga. Lite senare kommer rödhake, stenskvätta, sädesärla och taltrast. De första tropikflyttarna, som lövsångare, anländer i slutet av april och en bit in i maj kommer näktergal, gök och svalor. Bland de sista fågelarterna att anlända till Sverige är rosenfink, kärrsångare och bivråk. När dessa sista flyttfåglar anländer i början av juni har vissa tidiga arter redan börjat flytta tillbaka till sina vinterkvarter.

## Forskning kring flyttfåglar

### Historik
Fåglarnas cykliska flyttningsbeteenden har observerats och tolkats i årtusenden. Aristoteles (384 - 322 f. Kr) skrev i sin bok Historia Animālium:
| ”                                  | Efter höstdagjämningen komma från Pontus och kallare länder fåglar, som vilja undfly den kommande vintern; många av dessa raga blott till närbelägna länder medan andra sträcka sin flyttning till vida avlägsna trakter. Efter vårdagjämningen vända de av fruktan för värmen åter tillbaka: så tranorna, som från skytiska markerna flytta till de sumptrakter, som Nilen bildar hinsides Egypten, så pelikanerna, som flyga från floden Struma till Donau, där de bygga sina bon. Många flytta tidigare, andra senare; så komma vaktlarna före tranorna. | „ |
| – Artistoteles, Historia Animālium | |   |

Utöver dessa observationer, som i stora drag överensstämmer med dagens kunskap om fåglarnas flyttning, tillägger Aristoteles att flera arter som stork, turturduva, trast, lärka och svala inte flyttade utan istället höll sig dolda och låg i vintersömn. Senare upprepade Plinius d.ä. ungefär samma uppgifter i sin Naturalis Historia från omkring 79 e. Kr. Utöver Plinius bok förblev mycket av Aristoteles forskning okänd fram till 1200-talet då kopior av hans texter nådde Västeuropa och översattes till latin. Dessa översättning kom sedan att bli grunden för de medeltida bestiarierna, av bland andra Albertus Magnus och Thomas de Cantimpré, som i olika stor utsträckning kryddades med folkloristiska uppfattningar, egna kommentarer och observationer, och kristna värderingar. Trots det kom dessa texter att fungera som dåtidens zoologiska referensböcker. Detta skapade en emblematisk tradition kring hur fåglar skulle beskrivas, och många av de påstående som publicerades i de mest kopierade texterna kom att bli långlivade, antingen de var korrekta eller påhittade.

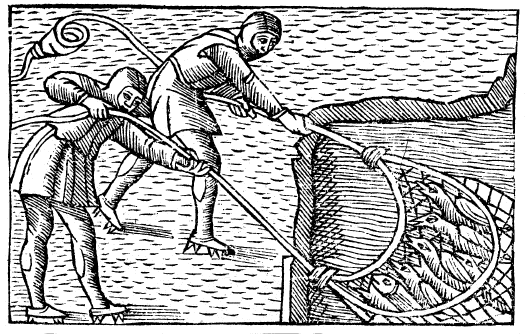
Illustration från Olaus Magnus Historia om de nordiska folken från 1555, där fiskare drar upp svalor med nät ur en frusen sjö om vintern.

Ett verk från denna tid som skiljer sig avsevärt ifrån de samtida bestiarierna är De arte venandi cum avibus av den tyskromerska kejsaren Fredrik II (1194-1250) som presenterar flera observationer och slutsatser som överensstämmer med dagens kunskaper kring fåglarna. Bland annat skilde han på flyttfåglar och strykfåglar, att häckfåglar i varmare länder inte flyttar utan på sin höjd lever ett mer kringstrykande tillvaro utanför häckningstid, och att orsakerna till flyttningen är flera, men att den viktigaste är växlingen i temperatur som hänger samman med tillgång på föda. Dock fick inte Fredrik II forskning någon större genomslag eftersom materialet först återfanns 1788.
Under 1500- och 1600-talen producerades ett antal encyklopedier över fåglarna, och i kronologisk ordning skrevs de av Pierre Belon, Conrad Gessner, Ulisse Aldrovandi, John Jonston, och Johan Ray och Francis Willughby. Gessners och Aldrovandis verk är fulla med emblematiskt och folkloristiskt material hämtat ifrån bestiarierna, Belons något mindre och i Jonstons verk, och i Ray och Willughbys Ornithologiae från 1676, har denna form av information nästan helt försvunnit. En orsak till denna utveckling var alla det naturvetenskapliga specimen som fraktades från Nya Världen till Europa och som avslöjade en aldrig sinande ström av för vetenskapen nya djur och växter som inte kunde kategoriseras efter de medeltida uppfattningarna eftersom det helt saknade emblematiska eller folkloristiska kopplingar.
En missuppfattning som dock fortlevde under lång tid var hur svalorna övervintrade. Bland annat skrev Linné i sin Skånska resa från 1749:
| ”                                   | Om de (storkarna) fara till de varma länder, eller om de vila på sjöbotten med svalorna, är ännu ovisst, ……. | „ |
| – Carl von Linné, Skånska resa 1749 | |   |

Några år senare skrev han i sin korta avhandling Dissertatio academica migrationes avium sistens från 1757 om hur svalorna övervintrar nergrävda i dyiga sjöbottnar I samma avhandling konstaterar Linné att han saknar kännedom om fåglarnas flyttningsrutter, i vilka länder svenska häckfåglar övervintrade, och var fåglar som övervintrade i Sverige, eller flyttade förbi Sverige, hade sina häckningsplatser. För att undersöka påståendet om svalornas övervintring fångade den tyske naturvetaren Johann Leonard Frisch svalor på hösten och på dess ben fäste han färgade band i hopp om att observera dem igen på våren. Tanken var att om han om våren lyckades konstatera att det inte fanns någon lera på banden, och att banden behållit sin färg, så skulle han kunna dra slutsatsen att de inte övervintrar på sjöbottnen. Han beskrev dessa försök 1763 men trots att experimentet var lyckosamt så fortlevde föreställningen om svalorna vintersömn in på 1800-talet. Bland annat var Gilbert White, som studerade ladusvalan i detalj i sitt verk The Natural History of Selborne, osäker på om den flyttade eller gick i ide på vintern.
I början av 1800-talet ägnade den tyske ornitologen Johann Matthäus Bechstein ett kapitel i sitt verk Gemeinnützige Naturgeschichte der Vögel Deutschlands, från 1805, åt flyttfåglarna. Han skiljer på flyttfåglar, stannfåglar och strykfåglar men beskriver även att vissa arter kan tillhöra flera kategorier beroende på i vilket område de häckar. Dessa slutsatser baserade han på studier av läten hos bofinkar eftersom han under flyttningsperioder observerat bofinkar med annan sång än hos de bofasta beståndet. Han skriver även att flyttfåglarna följer specifika rutter och att individer uppsöker samma plats som de bebott året före.
Johann Friedrich Naumann genomförde en form av ringmärkningsexperiment som han beskrev 1820. Han försåg ormvråkar med kopparringar där hans adress, tid och plats för märkningen fanns angivna. Syftet var att studera hur vråkarnas fjäderdräkt förändrades med tiden. Studien misslyckades eftersom han bara fick tillbaka ringarna och inte fåglarna. I projektbeskrivningen finns det inget som tyder på att Naumann funderade kring att använda ringmärkningsinformationen till att studera fåglarnas flyttningsrörelser.
1828 sammanfattade den holländske ornitologen Hermann Schlegel mycket av dåtidens kunskap om fåglarnas flyttning i verket Verhandling over het Trekken der Vogels där han bland annat skriver:
| ”                                                                 | Våra flyttfåglar övervintrar i sydvästra Asien och i Afrika. Endast våra vadare och simfåglar anträffar man även i Ostasien, men då dessa äro kosmopoliter, behöva ej dessa individer vara födda i Europa. De fåglar, som flytta till det inre av Afrika, komma till en bergskedja, som delar Afrika i en nordlig och en sydlig hälft, och vid vars norra fot möjligen ett sammanflöde av Nilen och Niger äger rum. Sydafrikas fåglar flytta ävenledes, de draga norr ut till sydsluttningarna av ifrågavarande bergskedja. | „ |
| – Hermann Schlegel, Verhandling over het Trekken der Vogels, 1828 | |   |

Samma år publicerade Christian Ludwig Brehm texten Zug der Vögel i tidskriften Isis där han argumenterar för en kategorisering i fågelarter som flyttar på dagen, natten eller både och. Materialet bygger på otillräckliga observationer och är bitvis helt missvisande. Än mer fel hade han när han menade att det fanns arter som flyttade till fots, som kornknarr, vattenrall och sumphöns och att alkor och lommar simmade till sina vinterkvarter. Dock var hans observationer kring många arters flyttningsrutter mer korrekta. Exempelvis noterade han att de flesta flyttfåglarna i Tyskland drar åt sydväst om hösten, och att simfåglar och vadare ofta följer Östersjöns och Nordsjöns kuster till Rhenflodens mynning för att sedan följa floden. Som många andra ornitologer vid denna tid spekulerade han kring hur fåglarna kan veta när de ska flytta och hans slutsats är att de kan förnimma, att "De veta", när kallare väder närmar sig. Även Naumann funderade vid samma tid på vilka mekanismer som får fåglarna att flytta. Han menar att det bland annat måste bero på näringsbrist och sjunkande temperatur, men även på en nedärvd flyttningsdrift.
Alfred Brehm ägnade ett kapitel åt flyttningen i sin bok Das Leben der Vögel, från 1861 och argumenterar där att driften att flytta inte bara kan bero på en förnimmelse att temperaturen snart kommer förändras, och därmed orsaka en födonedgång, eftersom flera arter lämnar sina häckningsområden långt innan det börjar råda brist på föda.
Det första ringmärkningsexperimentet som genomfördes i syfte att studera fåglars flyttning genomfördes i slutet av 1800-talet av dansken Hans Christian Mortensen. Efter ett antal försök började han använda tunna aluminiumband med instansat nummer och adress. Den första fågeln som ringmärktes i detta försök var en stare, infångad i Viborg på Jylland, och som den 5 juni 1899 försåg med en ring märkt "Viborg 1".

### Hjälpmedel för forskningen

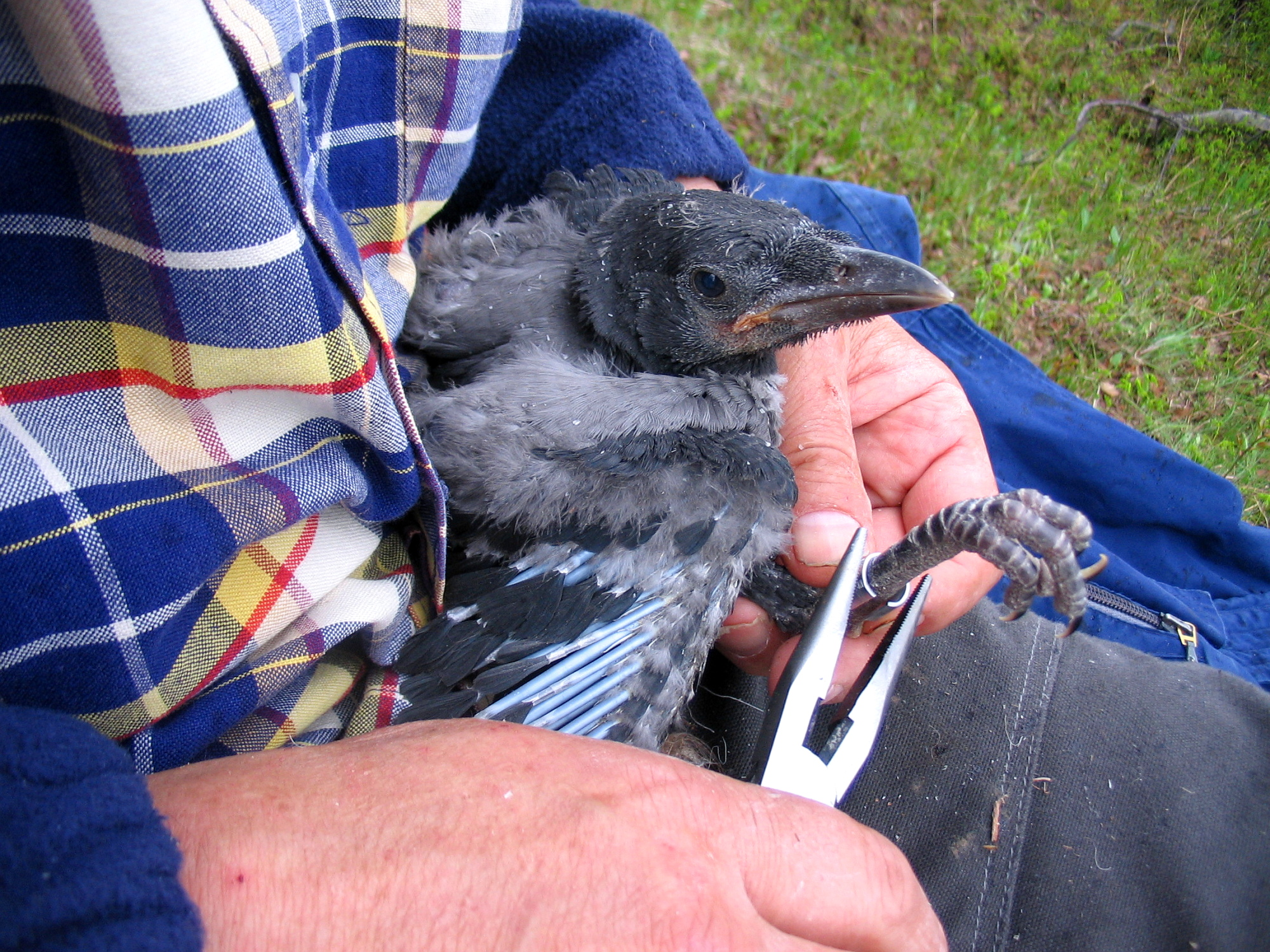
Ringmärkning av en ung kråka.

Länge har ringmärkning varit forskarnas främsta hjälpmedel för att lära sig förstå fåglars olika flyttstrategier. Senare har forskarna tagit i bruk åtskilliga tekniska hjälpmedel såsom radar och satellitsändare med GPS-funktioner. Ett viktigt forskningsområde har också varit att försöka finna magnetiskt material i fåglarnas hjärnor, som man har gjort i hjärnan på fladdermöss, för att stödja teorin om att fåglar kan använda sig av jordens magnetfält vid flyttning. Visuell spaning som fågelskådare tillför är också värdefulla data som kompletterar andra forskningsrön, för att kartlägga hela bilden av fåglars komplexa flyttningsstategier och levnadsmönster.

## Faror för flyttfåglar
Under flyttningarna vår och höst tillkommer faror för fåglarna. Faktorer som dålig näringsstatus eller dålig väderlek med regn, motvind och hastiga väderomslag. En annan fara utgör geografiskt eländiga miljöer som stora hav, öknar eller höga bergmassiv. Utöver detta tillkommer människans påverkan där biotopförstöring som resultat av utdikning av våtmarker, kalhyggen och liknande, är ett stort hot mot flyttfåglarna. Årligen dör miljontals fåglar under flytten. Faktorer som utgör stora påfrestningar på fågelpopulationerna har alltid påverkat utvecklingen av fåglars flyttningsbeteenden och flyttningsmönster.

## Några artexempel
Silvertärna - Den mest extrema långflyttande arten är vissa populationer av silvertärna, som varje år flyttar mellan sina häckningsområden på arktiska öar till Södra ishavet där vissa till och med rundar Antarktis. På detta sätt får silvertärnan uppleva fler soltimmar per år än någon annan fågel. Resan från norr till söder brukar ta cirka tre månader. Då vissa silvertärnor kan bli uppemot trettio år gamla innebär det att de tillryggalagt ungefär 1 200 000 kilometer på dessa flyttningar.
Eleonorafalk - Denna art har anpassat sig till att jaga flyttande fåglar, och dess årsrytm är sådan att dess häckning infaller när fågelstråken passerar och födotillgången är som störst.